# Shiba Gorō
Gorō Shiba (柴五郎 Shiba Gorō; Aizuwakamatsu, 21 de junio de 1860–Toquio, 13 de diciembre de 1945) fue un militar con el grado de general del Ejército Imperial Japonés, samurái de la región de Aizu y escritor japonés de la era Meiji.

## Biografía

### Antecedentes
Quinto hijo de Satazō Shiba, un samurái del dominio de Aizu, Gorō fue testigo de los acontecimientos de la guerra Boshin cuando era un niño, cuando Aizu fue atacada por las fuerzas imperiales en 1868. Durante el asedio del castillo de Aizuwakamatsu, su abuela, su madre y dos hermanas se suicidaron para que los hombres de la familia pudieran luchar sin distracciones. El castillo de Aizuwakamatsu caería más tarde ante las fuerzas del nuevo gobierno Meiji y la región se rindió.
Los exsamuráis de Aizu fueron exiliados por el gobierno Meiji al nuevo dominio de Tonami, ubicado en el extremo noreste de la prefectura de Aomori. Shiba trabajó inicialmente en el nuevo dominio para ayudar a establecer una escuela han y un nuevo edificio gubernamental, pero con la abolición del sistema han, se mudó a Toquio y se alistó en el incipiente Ejército Imperial Japonés en 1873. Fue alumno de la clase de 1877 de la Academia del Ejército Imperial Japonés, donde entre sus compañeros de clase se encontraban varios hombres que luego alcanzaron considerable prominencia, entre ellos Yūsaku Uehara, Akiyama Yoshifuru y Fusatarō Hongō. Shiba fue nombrado subteniente de artillería en 1879.

### Carrera militar
Después de graduarse, Shiba comandó el cuarto pelotón de artillería de guarnición de Osaka en 1881. En febrero de 1883, fue asignado al Regimiento de Artillería de la Guardia Imperial. En 1884, tras asistir a la Escuela de Artillería del Ejército, fue ascendido a teniente. En octubre de ese mismo año, Shiba fue enviado como agregado militar al Imperio chino y estuvo destinado en Fuzhou, y luego en Pequín. En noviembre de 1888 fue ascendido a capitán y comandante del Regimiento de Artillería de la Guardia. En mayo de 1890 se convirtió en instructor de la Academia del Ejército y sirvió en la segunda Oficina del Estado Mayor del Ejército Imperial Japonés a partir de febrero de 1892. En marzo de 1894 fue enviado como agregado militar al Reino Unido, pero regresó al Japón en agosto y fue ascendido a mayor en noviembre. Shiba sirvió en la primera guerra sino-japonesa desde abril de 1895, pero regresó al Reino Unido en septiembre del mismo año.

Shiba fue enviado como observador militar a los Estados Unidos y fue presentado al secretario de Guerra de los Estados Unidos, Russell A. Alger, quien aceptó que Shiba se integrara al quinto cuerpo del Ejército estadounidense, comandado por el mayor general William Rufus Shafter durante la guerra hispano-estadounidense. Después de inspeccionar los campos de entrenamiento en Chattanooga (Tennessee), desembarcó en Cuba con el Ejército estadounidense y estuvo presente durante todo el asedio de Santiago de Cuba y el posterior ataque a Puerto Rico. Regresó al Japón en agosto de 1899 y fue ascendido a teniente coronel el mes siguiente.

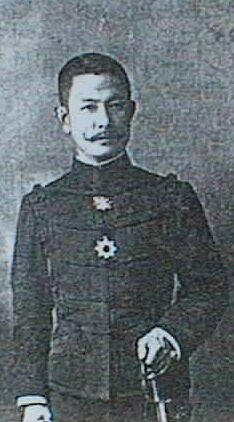
Gorō Shiba.

En marzo de 1900, Shiba regresó a Pequín como agregado militar, por lo que estuvo presente en la legación japonesa durante el levantamiento de los bóxeres. Allí, su pequeña fuerza luchó tenazmente y sufrió casi el 100 % de bajas durante un período de sesenta días. Sirvió con distinción durante esa campaña, ayudado por su conocimiento previo de Pequín y por una gran red de espías locales. Protegió a los ciudadanos y diplomáticos junto con varias potencias occidentales durante el asedio y posteriormente recibió condecoraciones de muchas de las naciones occidentales de la Alianza de las Ocho Naciones. George Ernest Morrison escribió para The Times: «Entre los extranjeros sitiados, nadie luchó tan valientemente y cumplió su misión como los japoneses. El brillante valor y las tácticas de los soldados japoneses hicieron que el asedio de Pequín resistiera».
En marzo de 1901 regresó al Japón y fue destinado al Estado Mayor. En junio de 1901, Shiba fue nombrado comandante del décimo quinto regimiento de artillería de campaña del Ejército Imperial Japonés, que continuó al mando después del inicio de la guerra ruso-japonesa en 1904, donde fue condecorado con la Orden del Milano Dorado (2.ª clase) el 1 de abril de 1906 por su valentía en la batalla. Más tarde fue nombrado miembro de la embajada británica y asumió su cargo en julio.
Shiba fue ascendido a mayor general en marzo de 1907. En diciembre de 1908, se le asignó el mando de la fortaleza de Sasebo. Después de servir como comandante de la segunda brigada de artillería pesada del Ejército en agosto de 1909, regresó a Pequín como enviado del Estado Mayor del Ejército Imperial Japonés en diciembre de 1911. En septiembre de 1912, se convirtió en comandante de la primera brigada de artillería pesada del Ejército y fue ascendido a teniente general en agosto de 1913. Esta asignación fue considerada una degradación, posiblemente porque Shiba nunca se había graduado de la Academia de Guerra del Ejército, o por sus antecedentes en Aizu; sin embargo, en mayo de 1914, se le dio el mando de la duodécima división del Ejército y condecorado con la Orden del Tesoro Sagrado (1.ª clase).
Fue elegido para acompañar al príncipe Yorihito Higashifushimi a Inglaterra en junio de 1918. Después de su regreso al Japón, en enero de 1919, fue puesto brevemente al mando del Ejército de Taiwán antes de pasar a la reserva en 1921.

### Muerte
Shiba se retiró en abril de 1930. Tras la rendición de Japón en agosto de 1945, Shiba intentó suicidarse a los 85 años de edad. Murió a causa de sus heridas cuatro meses después. Su tumba se encuentra en el templo de Eirin-ji de su ciudad natal, Aizuwakamatsu, en Fukushima.

## Legado
Por el levantamiento de los bóxers y la alianza anglo-japonesa recibió elogios por su defensa y fue condecorado por varios países occidentales. Junto con los informes del reportero de The Times George Ernest Morrison, Gorō Shiba se convirtió en el primer ciudadano japonés en ser ampliamente conocido en Occidente. Peter Fleming, autor de El asedio de Pekín, escribió: «El teniente coronel Shiba, que comandaba Japón, no solo era más capaz y experimentado que cualquier otro oficial en el asedio, sino que también era querido y respetado por todos».
También era conocido como el principal experto en China del ejército y era enviado ahí siempre que era necesario. Claude Maxwell MacDonald, ministro británico que asumió el mando general durante el levantamiento de los bóxers, quedó muy conmovido por la valentía y la cortesía de Shiba y sus soldados japoneses, y llegó a confiar profundamente en ellos, y en el verano de 1901, se reunió con el primer ministro británico de ese entonces, el marqués de Salisbury, muchas veces durante su tiempo libre, y el 15 de julio visitó la legación japonesa para explicar su plan para la alianza anglo-japonesa, y estuvo presente en todas las reuniones posteriores para concluir la alianza anglo-japonesa, de la cual él se convirtió en un fuerte promotor. Por esta razón, se considera a Shiba como la persona detrás de escena que creó la oportunidad para la alianza anglo-japonesa.

### Cultura popular
Su papel en el levantamiento de los bóxers se destaca a menudo en los relatos occidentales sobre el conflicto. En la película estadounidense de 1963 55 días en Pekín sobre el asedio de las legaciones internacionales, Shiba es un personaje secundario, interpretado por Jūzō Itami, futuro emblemático cineasta.

## Carrera literaria
Shiba es también autor de sus memorias Boshin junnan kaikoroku (戊辰殉難回顧録; Memorias de los mártires de la guerra Boshin, en japonés). El libro retrata sus años de infancia y su vida familiar, así como una visión desde dentro de la Restauración Meiji en Japón. Esta vista incluye una descripción de las dificultades que enfrentaron el daimio de Aizu, Matsudaira Katamori, y el resto de la población del dominio, y finaliza con el regreso de Shiba a Aizu en la década de 1870. También escribió un relato del asedio de Pequín, titulado Pekin rōjō (北京篭城).
Su hermano, Shirō Shiba, bajo el pseudónimo «Tōkai Sanshi», también fue famoso durante mediados de la era Meiji, como autor de Kajin no kigū, un relato novelado de su época como estudiante en la Universidad de Pensilvania en Filadelfia.